# Phyllomedusa burmeisteri
Phyllomedusa burmeisteri es una especie de anfibios de la familia Phyllomedusidae.
Habita en Ouro Preto, Brasil. Es objeto de biopiratería porque produce una secreción cerosa con uso medicinal.[cita requerida]